# Copa J. League 2013
La Copa J. League 2013, también conocida como Copa Yamazaki Nabisco 2013 por motivos de patrocinio, fue la 38.ª edición de la Copa de la Liga de Japón y la 21.ª edición bajo el actual formato.
El campeón fue Kashiwa Reysol, tras vencer en la final a Urawa Red Diamonds. Por lo mismo, disputó la Copa Suruga Bank 2014 ante Lanús de Argentina, campeón de la Copa Sudamericana 2013.
Fue la última vez en que se jugó la final del torneo en el Estadio Nacional de Tokio, ya que sería demolido para los Juegos Olímpicos de 2020 y en su lugar se haría un nuevo estadio.

## Formato de competición
La reglamentación principal se anunció el 18 de diciembre de 2012, mientras que el sorteo de la fase de grupos el 1 de febrero del 2013.
- Formaron parte del torneo los 18 equipos que participaron de la J. League Division 1 2013. Ventforet Kofu volvió a la competición después de ausentarse en la edición del 2012, en tanto que Shonan Bellmare y Oita Trinita retornaron después de estar presentes por última vez hace tres y cuatro años, respectivamente.
  - Sanfrecce Hiroshima, Vegalta Sendai, Urawa Red Diamonds y Kashiwa Reysol, clasificados para la Liga de Campeones de la AFC 2013, estuvieron exentos de participar en la fase de grupos e ingresaron directamente a cuartos de final.
- Fase de grupos: se fijó el 20 de marzo para el inicio de la participación de los restantes 14 equipos, que fueron divididos en dos grupos de siete clubes cada uno. De esta manera, cada cuadro debió disputar seis juegos y quedar libre en alguna de las siete jornadas.
  - Grupo A: Omiya Ardija, Kawasaki Frontale, Yokohama F. Marinos, Shonan Bellmare, Ventforet Kofu, Shimizu S-Pulse y Júbilo Iwata.
  - Grupo B: Kashima Antlers, F.C. Tokyo, Albirex Niigata, Nagoya Grampus, Cerezo Osaka, Sagan Tosu y Oita Trinita.
  - Para determinar el orden de clasificación de los equipos se utilizó el siguiente criterio:

1. Puntos obtenidos.
2. Diferencia de goles.
3. Goles a favor.
4. Resultado entre los equipos en cuestión.
5. Cantidad de faltas cometidas.
6. Sorteo.
Los dos mejores de cada grupo a la fase final.
- Fase final: se llevó a cabo entre los cuatro clubes provenientes de la primera fase junto con Sanfrecce Hiroshima, Vegalta Sendai, Urawa Red Diamonds y Kashiwa Reysol.
  - En cuartos de final y semifinales se enfrentaron en serie de dos partidos, a ida y vuelta. En caso de igualdad en el total de goles, se aplicaría la regla del gol de visitante y si aún persistía el empate se realizaría una prórroga, en donde ya no tendrían valor los goles fuera de casa. De continuar la igualdad en el marcador global, se realizaría una tanda de penales.
  - La final se jugó a un solo partido. En caso de empate en los 90 minutos se haría una prórroga; si aún persistía la igualdad se ejecutaría una tanda de penales.

## Calendario
Como de costumbre, los partidos se disputaron en su mayoría los miércoles y se organizaron de tal manera que pudieran llevarse a cabo los encuentros de la selección de fútbol japonesa. Dado que algunos cotejos de la liga local se realizan en julio y agosto los días miércoles, se intensificaron todos los correspondientes a la Copa de la Liga de Japón. Así, los partidos de la fase de grupos se disputaron de marzo a mayo, los cuartos de final en junio y finalmente las semifinales en septiembre y octubre.
| Etapa          | Ronda            | Ida                      | Vuelta                   | Observaciones                                                                             |
| -------------- | ---------------- | ------------------------ | ------------------------ | ----------------------------------------------------------------------------------------- |
| Fase de grupos | Fecha 1          | 20 de marzo de 2013      | 20 de marzo de 2013      | Libres: Shonan Bellmare (Grupo A) y Kashima Antlers (Grupo B)                             |
| Fase de grupos | Fecha 2          | 23 de marzo de 2013      | 23 de marzo de 2013      | Libres: Kawasaki Frontale (Grupo A) y Albirex Niigata (Grupo B)                           |
| Fase de grupos | Fecha 3          | 3 de abril de 2013       | 3 de abril de 2013       | Libres: Shimizu S-Pulse (Grupo A) y Oita Trinita (Grupo B)                                |
| Fase de grupos | Fecha 4          | 10 de abril de 2013      | 10 de abril de 2013      | Libres: Yokohama F. Marinos (Grupo A) y Sagan Tosu (Grupo B)                              |
| Fase de grupos | Fecha 5          | 23 y 24 de abril de 2013 | 23 y 24 de abril de 2013 | Libres: Júbilo Iwata (Grupo A) y Cerezo Osaka (Grupo B)                                   |
| Fase de grupos | Fecha 6          | 15 de mayo de 2013       | 15 de mayo de 2013       | Libres: Ventforet Kofu (Grupo A) y Nagoya Grampus (Grupo B)                               |
| Fase de grupos | Fecha 7          | 22 de mayo de 2013       | 22 de mayo de 2013       | Libres: Omiya Ardija (Grupo A) y F.C. Tokyo (Grupo B)                                     |
| Fase final     | Cuartos de final | 23 de junio de 2013      | 30 de junio de 2013      | Inicio de participación de los equipos clasificados a la Liga de Campeones de la AFC 2013 |
| Fase final     | Semifinales      | 7 de septiembre de 2013  | 12 de octubre de 2013    | Participación de los ganadores de los cuartos de final                                    |
| Fase final     | Final            | 2 de noviembre de 2013   | 2 de noviembre de 2013   | Participación de los ganadores de las semifinales                                         |

## Fase de grupos

### Grupo A
| Equipo              | Pts | PJ | PG | PE | PP | GF | GC | DG |
| ------------------- | --- | -- | -- | -- | -- | -- | -- | -- |
| Yokohama F. Marinos | 15  | 6  | 5  | 0  | 1  | 9  | 2  | +7 |
| Kawasaki Frontale   | 11  | 6  | 3  | 2  | 1  | 8  | 4  | +4 |
| Júbilo Iwata        | 10  | 6  | 3  | 1  | 2  | 10 | 7  | +3 |
| Shonan Bellmare     | 7   | 6  | 2  | 1  | 3  | 4  | 6  | -2 |
| Omiya Ardija        | 6   | 6  | 2  | 0  | 4  | 7  | 11 | -4 |
| Ventforet Kofu      | 5   | 6  | 1  | 2  | 3  | 6  | 9  | -3 |
| Shimizu S-Pulse     | 5   | 6  | 1  | 2  | 3  | 6  | 11 | -5 |

| \| Fecha \| Lugar \| Local \| Resultado \| Visitante \| \| ----------- \| --------- \| ------------------- \| ----------------------------------------------------------------------------------------------------- \| ------------------- \| \| 20 de marzo \| Shizuoka \| Shimizu S-Pulse \| 1:1 (enlace roto disponible en Internet Archive; véase el historial, la primera versión y la última). \| Ventforet Kofu \| \| 20 de marzo \| Saitama \| Omiya Ardija \| 0:2 (enlace roto disponible en Internet Archive; véase el historial, la primera versión y la última). \| Júbilo Iwata \| \| 20 de marzo \| Yokohama \| Yokohama F. Marinos \| 1:0 (enlace roto disponible en Internet Archive; véase el historial, la primera versión y la última). \| Kawasaki Frontale \| \| 23 de marzo \| Iwata \| Júbilo Iwata \| 5:1 (enlace roto disponible en Internet Archive; véase el historial, la primera versión y la última). \| Shimizu S-Pulse \| \| 23 de marzo \| Kōfu \| Ventforet Kofu \| 0:2 (enlace roto disponible en Internet Archive; véase el historial, la primera versión y la última). \| Yokohama F. Marinos \| \| 23 de marzo \| Hiratsuka \| Shonan Bellmare \| 1:3 (enlace roto disponible en Internet Archive; véase el historial, la primera versión y la última). \| Omiya Ardija \| \| 3 de abril \| Kawasaki \| Kawasaki Frontale \| 2:1 (enlace roto disponible en Internet Archive; véase el historial, la primera versión y la última). \| Júbilo Iwata \| \| 3 de abril \| Kōfu \| Ventforet Kofu \| 0:1 (enlace roto disponible en Internet Archive; véase el historial, la primera versión y la última). \| Shonan Bellmare \| \| 3 de abril \| Yokohama \| Yokohama F. Marinos \| 0:1 (enlace roto disponible en Internet Archive; véase el historial, la primera versión y la última). \| Omiya Ardija \| \| 10 de abril \| Saitama \| Omiya Ardija \| 1:3 (enlace roto disponible en Internet Archive; véase el historial, la primera versión y la última). \| Ventforet Kofu \| \| 10 de abril \| Kawasaki \| Kawasaki Frontale \| 0:0 (enlace roto disponible en Internet Archive; véase el historial, la primera versión y la última). \| Shimizu S-Pulse \| \| 10 de abril \| Iwata \| Júbilo Iwata \| 1:0 (enlace roto disponible en Internet Archive; véase el historial, la primera versión y la última). \| Shonan Bellmare \| \| 23 de abril \| Saitama \| Omiya Ardija \| 2:3 (enlace roto disponible en Internet Archive; véase el historial, la primera versión y la última). \| Shimizu S-Pulse \| \| 24 de abril \| Hiratsuka \| Shonan Bellmare \| 0:1 (enlace roto disponible en Internet Archive; véase el historial, la primera versión y la última). \| Yokohama F. Marinos \| \| 24 de abril \| Kōfu \| Ventforet Kofu \| 1:3 (enlace roto disponible en Internet Archive; véase el historial, la primera versión y la última). \| Kawasaki Frontale \| \| 15 de mayo \| Kawasaki \| Kawasaki Frontale \| 2:0 (enlace roto disponible en Internet Archive; véase el historial, la primera versión y la última). \| Omiya Ardija \| \| 15 de mayo \| Shizuoka \| Shimizu S-Pulse \| 0:1 (enlace roto disponible en Internet Archive; véase el historial, la primera versión y la última). \| Shonan Bellmare \| \| 15 de mayo \| Yokohama \| Yokohama F. Marinos \| 3:0 (enlace roto disponible en Internet Archive; véase el historial, la primera versión y la última). \| Júbilo Iwata \| \| 22 de mayo \| Hiratsuka \| Shonan Bellmare \| 1:1 (enlace roto disponible en Internet Archive; véase el historial, la primera versión y la última). \| Kawasaki Frontale \| \| 22 de mayo \| Shizuoka \| Shimizu S-Pulse \| 1:2 (enlace roto disponible en Internet Archive; véase el historial, la primera versión y la última). \| Yokohama F. Marinos \| \| 22 de mayo \| Iwata \| Júbilo Iwata \| 1:1 (enlace roto disponible en Internet Archive; véase el historial, la primera versión y la última). \| Ventforet Kofu \| |           |                     | |                     |
| Fecha | Lugar     | Local               | Resultado                                                                                             | Visitante           |
| 20 de marzo | Shizuoka  | Shimizu S-Pulse     | 1:1 (enlace roto disponible en Internet Archive; véase el historial, la primera versión y la última). | Ventforet Kofu      |
| 20 de marzo | Saitama   | Omiya Ardija        | 0:2 (enlace roto disponible en Internet Archive; véase el historial, la primera versión y la última). | Júbilo Iwata        |
| 20 de marzo | Yokohama  | Yokohama F. Marinos | 1:0 (enlace roto disponible en Internet Archive; véase el historial, la primera versión y la última). | Kawasaki Frontale   |
| 23 de marzo | Iwata     | Júbilo Iwata        | 5:1 (enlace roto disponible en Internet Archive; véase el historial, la primera versión y la última). | Shimizu S-Pulse     |
| 23 de marzo | Kōfu      | Ventforet Kofu      | 0:2 (enlace roto disponible en Internet Archive; véase el historial, la primera versión y la última). | Yokohama F. Marinos |
| 23 de marzo | Hiratsuka | Shonan Bellmare     | 1:3 (enlace roto disponible en Internet Archive; véase el historial, la primera versión y la última). | Omiya Ardija        |
| 3 de abril | Kawasaki  | Kawasaki Frontale   | 2:1 (enlace roto disponible en Internet Archive; véase el historial, la primera versión y la última). | Júbilo Iwata        |
| 3 de abril | Kōfu      | Ventforet Kofu      | 0:1 (enlace roto disponible en Internet Archive; véase el historial, la primera versión y la última). | Shonan Bellmare     |
| 3 de abril | Yokohama  | Yokohama F. Marinos | 0:1 (enlace roto disponible en Internet Archive; véase el historial, la primera versión y la última). | Omiya Ardija        |
| 10 de abril | Saitama   | Omiya Ardija        | 1:3 (enlace roto disponible en Internet Archive; véase el historial, la primera versión y la última). | Ventforet Kofu      |
| 10 de abril | Kawasaki  | Kawasaki Frontale   | 0:0 (enlace roto disponible en Internet Archive; véase el historial, la primera versión y la última). | Shimizu S-Pulse     |
| 10 de abril | Iwata     | Júbilo Iwata        | 1:0 (enlace roto disponible en Internet Archive; véase el historial, la primera versión y la última). | Shonan Bellmare     |
| 23 de abril | Saitama   | Omiya Ardija        | 2:3 (enlace roto disponible en Internet Archive; véase el historial, la primera versión y la última). | Shimizu S-Pulse     |
| 24 de abril | Hiratsuka | Shonan Bellmare     | 0:1 (enlace roto disponible en Internet Archive; véase el historial, la primera versión y la última). | Yokohama F. Marinos |
| 24 de abril | Kōfu      | Ventforet Kofu      | 1:3 (enlace roto disponible en Internet Archive; véase el historial, la primera versión y la última). | Kawasaki Frontale   |
| 15 de mayo | Kawasaki  | Kawasaki Frontale   | 2:0 (enlace roto disponible en Internet Archive; véase el historial, la primera versión y la última). | Omiya Ardija        |
| 15 de mayo | Shizuoka  | Shimizu S-Pulse     | 0:1 (enlace roto disponible en Internet Archive; véase el historial, la primera versión y la última). | Shonan Bellmare     |
| 15 de mayo | Yokohama  | Yokohama F. Marinos | 3:0 (enlace roto disponible en Internet Archive; véase el historial, la primera versión y la última). | Júbilo Iwata        |
| 22 de mayo | Hiratsuka | Shonan Bellmare     | 1:1 (enlace roto disponible en Internet Archive; véase el historial, la primera versión y la última). | Kawasaki Frontale   |
| 22 de mayo | Shizuoka  | Shimizu S-Pulse     | 1:2 (enlace roto disponible en Internet Archive; véase el historial, la primera versión y la última). | Yokohama F. Marinos |
| 22 de mayo | Iwata     | Júbilo Iwata        | 1:1 (enlace roto disponible en Internet Archive; véase el historial, la primera versión y la última). | Ventforet Kofu      |

### Grupo B
| Equipo          | Pts | PJ | PG | PE | PP | GF | GC | DG |
| --------------- | --- | -- | -- | -- | -- | -- | -- | -- |
| Cerezo Osaka    | 13  | 6  | 4  | 1  | 1  | 10 | 7  | +3 |
| Kashima Antlers | 12  | 6  | 4  | 0  | 2  | 8  | 7  | +1 |
| F.C. Tokyo      | 9   | 6  | 2  | 3  | 1  | 7  | 5  | +2 |
| Nagoya Grampus  | 9   | 6  | 2  | 3  | 1  | 6  | 5  | +1 |
| Oita Trinita    | 6   | 6  | 1  | 3  | 2  | 6  | 7  | -1 |
| Sagan Tosu      | 4   | 6  | 1  | 1  | 4  | 6  | 8  | -2 |
| Albirex Niigata | 4   | 6  | 1  | 1  | 4  | 6  | 10 | -4 |

| \| Fecha \| Lugar \| Local \| Resultado \| Visitante \| \| ----------- \| ------- \| --------------- \| ----------------------------------------------------------------------------------------------------- \| --------------- \| \| 20 de marzo \| Niigata \| Albirex Niigata \| 1:1 (enlace roto disponible en Internet Archive; véase el historial, la primera versión y la última). \| Oita Trinita \| \| 20 de marzo \| Tokio \| F.C. Tokyo \| 0:0 (enlace roto disponible en Internet Archive; véase el historial, la primera versión y la última). \| Sagan Tosu \| \| 20 de marzo \| Nagoya \| Nagoya Grampus \| 1:1 (enlace roto disponible en Internet Archive; véase el historial, la primera versión y la última). \| Cerezo Osaka \| \| 23 de marzo \| Ōita \| Oita Trinita \| 1:2 (enlace roto disponible en Internet Archive; véase el historial, la primera versión y la última). \| Cerezo Osaka \| \| 23 de marzo \| Kashima \| Kashima Antlers \| 2:4 (enlace roto disponible en Internet Archive; véase el historial, la primera versión y la última). \| F.C. Tokyo \| \| 23 de marzo \| Tosu \| Sagan Tosu \| 1:2 (enlace roto disponible en Internet Archive; véase el historial, la primera versión y la última). \| Nagoya Grampus \| \| 3 de abril \| Niigata \| Albirex Niigata \| 2:1 (enlace roto disponible en Internet Archive; véase el historial, la primera versión y la última). \| Cerezo Osaka \| \| 3 de abril \| Kashima \| Kashima Antlers \| 1:0 (enlace roto disponible en Internet Archive; véase el historial, la primera versión y la última). \| Sagan Tosu \| \| 3 de abril \| Chōfu \| F.C. Tokyo \| 0:0 (enlace roto disponible en Internet Archive; véase el historial, la primera versión y la última). \| Nagoya Grampus \| \| 10 de abril \| Niigata \| Albirex Niigata \| 1:2 (enlace roto disponible en Internet Archive; véase el historial, la primera versión y la última). \| Kashima Antlers \| \| 10 de abril \| Nagoya \| Nagoya Grampus \| 1:1 (enlace roto disponible en Internet Archive; véase el historial, la primera versión y la última). \| Oita Trinita \| \| 10 de abril \| Osaka \| Cerezo Osaka \| 2:1 (enlace roto disponible en Internet Archive; véase el historial, la primera versión y la última). \| F.C. Tokyo \| \| 24 de abril \| Tosu \| Sagan Tosu \| 2:0 (enlace roto disponible en Internet Archive; véase el historial, la primera versión y la última). \| Albirex Niigata \| \| 24 de abril \| Ōita \| Oita Trinita \| 0:0 (enlace roto disponible en Internet Archive; véase el historial, la primera versión y la última). \| F.C. Tokyo \| \| 24 de abril \| Kashima \| Kashima Antlers \| 1:0 (enlace roto disponible en Internet Archive; véase el historial, la primera versión y la última). \| Nagoya Grampus \| \| 15 de mayo \| Ōita \| Oita Trinita \| 0:1 (enlace roto disponible en Internet Archive; véase el historial, la primera versión y la última). \| Kashima Antlers \| \| 15 de mayo \| Tokio \| F.C. Tokyo \| 2:1 (enlace roto disponible en Internet Archive; véase el historial, la primera versión y la última). \| Albirex Niigata \| \| 15 de mayo \| Osaka \| Cerezo Osaka \| 2:1 (enlace roto disponible en Internet Archive; véase el historial, la primera versión y la última). \| Sagan Tosu \| \| 22 de mayo \| Tosu \| Sagan Tosu \| 2:3 (enlace roto disponible en Internet Archive; véase el historial, la primera versión y la última). \| Oita Trinita \| \| 22 de mayo \| Nagoya \| Nagoya Grampus \| 2:1 (enlace roto disponible en Internet Archive; véase el historial, la primera versión y la última). \| Albirex Niigata \| \| 22 de mayo \| Osaka \| Cerezo Osaka \| 2:1 (enlace roto disponible en Internet Archive; véase el historial, la primera versión y la última). \| Kashima Antlers \| |         |                 | |                 |
| Fecha | Lugar   | Local           | Resultado                                                                                             | Visitante       |
| 20 de marzo | Niigata | Albirex Niigata | 1:1 (enlace roto disponible en Internet Archive; véase el historial, la primera versión y la última). | Oita Trinita    |
| 20 de marzo | Tokio   | F.C. Tokyo      | 0:0 (enlace roto disponible en Internet Archive; véase el historial, la primera versión y la última). | Sagan Tosu      |
| 20 de marzo | Nagoya  | Nagoya Grampus  | 1:1 (enlace roto disponible en Internet Archive; véase el historial, la primera versión y la última). | Cerezo Osaka    |
| 23 de marzo | Ōita    | Oita Trinita    | 1:2 (enlace roto disponible en Internet Archive; véase el historial, la primera versión y la última). | Cerezo Osaka    |
| 23 de marzo | Kashima | Kashima Antlers | 2:4 (enlace roto disponible en Internet Archive; véase el historial, la primera versión y la última). | F.C. Tokyo      |
| 23 de marzo | Tosu    | Sagan Tosu      | 1:2 (enlace roto disponible en Internet Archive; véase el historial, la primera versión y la última). | Nagoya Grampus  |
| 3 de abril | Niigata | Albirex Niigata | 2:1 (enlace roto disponible en Internet Archive; véase el historial, la primera versión y la última). | Cerezo Osaka    |
| 3 de abril | Kashima | Kashima Antlers | 1:0 (enlace roto disponible en Internet Archive; véase el historial, la primera versión y la última). | Sagan Tosu      |
| 3 de abril | Chōfu   | F.C. Tokyo      | 0:0 (enlace roto disponible en Internet Archive; véase el historial, la primera versión y la última). | Nagoya Grampus  |
| 10 de abril | Niigata | Albirex Niigata | 1:2 (enlace roto disponible en Internet Archive; véase el historial, la primera versión y la última). | Kashima Antlers |
| 10 de abril | Nagoya  | Nagoya Grampus  | 1:1 (enlace roto disponible en Internet Archive; véase el historial, la primera versión y la última). | Oita Trinita    |
| 10 de abril | Osaka   | Cerezo Osaka    | 2:1 (enlace roto disponible en Internet Archive; véase el historial, la primera versión y la última). | F.C. Tokyo      |
| 24 de abril | Tosu    | Sagan Tosu      | 2:0 (enlace roto disponible en Internet Archive; véase el historial, la primera versión y la última). | Albirex Niigata |
| 24 de abril | Ōita    | Oita Trinita    | 0:0 (enlace roto disponible en Internet Archive; véase el historial, la primera versión y la última). | F.C. Tokyo      |
| 24 de abril | Kashima | Kashima Antlers | 1:0 (enlace roto disponible en Internet Archive; véase el historial, la primera versión y la última). | Nagoya Grampus  |
| 15 de mayo | Ōita    | Oita Trinita    | 0:1 (enlace roto disponible en Internet Archive; véase el historial, la primera versión y la última). | Kashima Antlers |
| 15 de mayo | Tokio   | F.C. Tokyo      | 2:1 (enlace roto disponible en Internet Archive; véase el historial, la primera versión y la última). | Albirex Niigata |
| 15 de mayo | Osaka   | Cerezo Osaka    | 2:1 (enlace roto disponible en Internet Archive; véase el historial, la primera versión y la última). | Sagan Tosu      |
| 22 de mayo | Tosu    | Sagan Tosu      | 2:3 (enlace roto disponible en Internet Archive; véase el historial, la primera versión y la última). | Oita Trinita    |
| 22 de mayo | Nagoya  | Nagoya Grampus  | 2:1 (enlace roto disponible en Internet Archive; véase el historial, la primera versión y la última). | Albirex Niigata |
| 22 de mayo | Osaka   | Cerezo Osaka    | 2:1 (enlace roto disponible en Internet Archive; véase el historial, la primera versión y la última). | Kashima Antlers |

## Fase final

### Cuadro de desarrollo
|  | Cuartos de final    | Cuartos de final | Cuartos de final  |   |                        | Semifinales                     | Semifinales                     | Semifinales                     |  |                    | Final          | Final          |  |
|  | 23 y 30 de junio    | 23 y 30 de junio | 23 y 30 de junio  |   |                        | 7 de septiembre y 12 de octubre | 7 de septiembre y 12 de octubre | 7 de septiembre y 12 de octubre |  |                    | 2 de noviembre | 2 de noviembre |  |
|  |                     |                  |                   |   |                        |                                 |                                 |                                 |  |                    |                |                |  |
|  |                     |                  |                   |   |                        |                                 |                                 |                                 |  |                    |                |                |  |
|  | Urawa Red Diamonds  | 2                | 1                 |   |                        |                                 |                                 |                                 |  |                    |                |                |  |
|  | Urawa Red Diamonds  | 2                | 1                 |   |                        |                                 |                                 |                                 |  |                    |                |                |  |
|  | Cerezo Osaka        | 0                | 1                 |   |                        |                                 |                                 |                                 |  |                    |                |                |  |
|  | Cerezo Osaka        | 0                | 1                 |   | Urawa Red Diamonds (v) | 2                               | 1                               |                                 |  |                    |                |                |  |
|  |                     |                  |                   |   | Urawa Red Diamonds (v) | 2                               | 1                               |                                 |  |                    |                |                |  |
|  |                     |                  | Kawasaki Frontale | 3 | 0                      |                                 |                                 |                                 |  |                    |                |                |  |
|  | Vegalta Sendai      | 1                | Kawasaki Frontale | 3 | 0                      | 2                               |                                 |                                 |  |                    |                |                |  |
|  | Vegalta Sendai      | 1                |                   |   |                        |                                 |                                 |                                 |  |                    |                |                |  |
|  | Kawasaki Frontale   | 2                | 3                 |   |                        |                                 |                                 |                                 |  |                    |                |                |  |
|  | Kawasaki Frontale   | 2                | 3                 |   |                        |                                 |                                 |                                 |  | Urawa Red Diamonds | 0              |                |  |
|  |                     |                  |                   |   |                        |                                 |                                 |                                 |  | Urawa Red Diamonds | 0              |                |  |
|  |                     |                  | Kashiwa Reysol    | 1 |                        |                                 |                                 |                                 |  |                    |                |                |  |
|  | Yokohama F. Marinos | 2                | Kashiwa Reysol    | 1 | 3                      |                                 |                                 |                                 |  |                    |                |                |  |
|  | Yokohama F. Marinos | 2                |                   |   |                        |                                 |                                 |                                 |  |                    |                |                |  |
|  | Kashima Antlers     | 0                | 1                 |   |                        |                                 |                                 |                                 |  |                    |                |                |  |
|  | Kashima Antlers     | 0                | 1                 |   | Yokohama F. Marinos    | 0                               | 2                               |                                 |  |                    |                |                |  |
|  |                     |                  |                   |   | Yokohama F. Marinos    | 0                               | 2                               |                                 |  |                    |                |                |  |
|  |                     |                  | Kashiwa Reysol    | 4 | 0                      |                                 |                                 |                                 |  |                    |                |                |  |
|  | Kashiwa Reysol (v)  | 2                | Kashiwa Reysol    | 4 | 0                      | 0                               |                                 |                                 |  |                    |                |                |  |
|  | Kashiwa Reysol (v)  | 2                |                   |   |                        |                                 |                                 |                                 |  |                    |                |                |  |
|  | Sanfrecce Hiroshima | 1                | 1                 |   |                        |                                 |                                 |                                 |  |                    |                |                |  |
|  | Sanfrecce Hiroshima | 1                | 1                 |   |                        |                                 |                                 |                                 |  |                    |                |                |  |
|  |                     |                  |                   |   |                        |                                 |                                 |                                 |  |                    |                |                |  |

- En cuartos de final y semifinales, el equipo de arriba es el que ejerció la localía en el partido de vuelta.
- Los horarios de los partidos corresponden al huso horario de Japón: (UTC+9)

### Cuartos de final
| 23 de junio de 2013, 19:04 | Cerezo Osaka | 0:2 (0:1) | Urawa Red Diamonds | Estadio Nagai, Osaka                                       |                                                            |
|                            |              | Reporte   | Kōroki 9', 56'     | Asistencia: 16.602 espectadores Árbitro(s): Masaaki Iemoto | Asistencia: 16.602 espectadores Árbitro(s): Masaaki Iemoto |

| 30 de junio de 2013, 18:00 | Urawa Red Diamonds | 1:1 (1:1) | Cerezo Osaka | Estadio Saitama 2002, Saitama                           |                                                         |
|                            | Umesaki 34'        | Reporte   | Minamino 6'  | Asistencia: 22.743 espectadores Árbitro(s): Jumpei Iida | Asistencia: 22.743 espectadores Árbitro(s): Jumpei Iida |

| 23 de junio de 2013, 18:00 | Kawasaki Frontale          | 2:1 (1:0) | Vegalta Sendai   | Estadio Atlético Todoroki, Kawasaki                       |                                                           |
|                            | Kobayashi 36' · Renato 77' | Reporte   | Matsushita 90+3' | Asistencia: 10.711 espectadores Árbitro(s): Hajime Matsuo | Asistencia: 10.711 espectadores Árbitro(s): Hajime Matsuo |

| 30 de junio de 2013, 18:04 | Vegalta Sendai | 2:3 (1:2) | Kawasaki Frontale              | Estadio Yurtec, Sendai                                 |                                                        |
|                            | Wilson 4', 68' | Reporte   | Nakamura 10', 41' · Moriya 50' | Asistencia: 11.176 espectadores Árbitro(s): Ryūji Satō | Asistencia: 11.176 espectadores Árbitro(s): Ryūji Satō |

| 23 de junio de 2013, 18:04 | Kashima Antlers | 0:2 (0:1) | Yokohama F. Marinos           | Estadio de Kashima, Kashima                                    |                                                                |
|                            |                 | Reporte   | Nakamura 18' · Marquinhos 79' | Asistencia: 13.099 espectadores Árbitro(s): Nobutsugu Murakami | Asistencia: 13.099 espectadores Árbitro(s): Nobutsugu Murakami |

| 30 de junio de 2013, 19:00 | Yokohama F. Marinos                     | 3:1 (1:0) | Kashima Antlers | Estadio Internacional, Yokohama                         |                                                         |
|                            | Saitō 39' · Marquinhos 59' · Narawa 90' | Reporte   | Davi 65'        | Asistencia: 14.038 espectadores Árbitro(s): Kenji Ōgiya | Asistencia: 14.038 espectadores Árbitro(s): Kenji Ōgiya |

| 23 de junio de 2013, 19:03 | Sanfrecce Hiroshima | 1:2 (0:0) | Kashiwa Reysol        | Estadio del Gran Arco, Hiroshima                           |                                                            |
|                            | Takahagi 59'        | Reporte   | Tanaka 55' · Kudō 61' | Asistencia: 9.427 espectadores Árbitro(s): Hiroyuki Kimura | Asistencia: 9.427 espectadores Árbitro(s): Hiroyuki Kimura |

| 30 de junio de 2013, 19:00 | Kashiwa Reysol | 0:1 (0:0) | Sanfrecce Hiroshima | Estadio Hitachi, Kashiwa                               |                                                        |
|                            |                | Reporte   | Satō 59'            | Asistencia: 7.775 espectadores Árbitro(s): Minoru Tōjō | Asistencia: 7.775 espectadores Árbitro(s): Minoru Tōjō |

### Semifinales
| 7 de septiembre de 2013, 18:00 | Kawasaki Frontale           | 3:2 (0:1) | Urawa Red Diamonds | Estadio Atlético Todoroki, Kawasaki                         |                                                             |
|                                | Renato 67' · Ōkubo 79', 80' | Reporte   | Kōroki 45', 47'    | Asistencia: 19.193 espectadores Árbitro(s): Hiroyuki Kimura | Asistencia: 19.193 espectadores Árbitro(s): Hiroyuki Kimura |

| 12 de octubre de 2013, 17:00 | Urawa Red Diamonds | 1:0 (0:0) | Kawasaki Frontale | Estadio Saitama 2002, Saitama                                |                                                              |
|                              | Kōroki 80'         | Reporte   |                   | Asistencia: 27.197 espectadores Árbitro(s): Yūichi Nishimura | Asistencia: 27.197 espectadores Árbitro(s): Yūichi Nishimura |

| 7 de septiembre de 2013, 19:04 | Kashiwa Reysol                            | 4:0 (3:0) | Yokohama F. Marinos | Estadio Hitachi, Kashiwa                                       |                                                                |
|                                | Tanaka 18', 44' · Jorge Wágner 45+2', 85' | Reporte   |                     | Asistencia: 10.532 espectadores Árbitro(s): Toshimitsu Yoshida | Asistencia: 10.532 espectadores Árbitro(s): Toshimitsu Yoshida |

| 12 de octubre de 2013, 13:00 | Yokohama F. Marinos         | 2:0 (2:0) | Kashiwa Reysol | Estadio Mitsuzawa, Yokohama                                |                                                            |
|                              | Marquinhos 32' · Satō 45+3' | Reporte   |                | Asistencia: 10.071 espectadores Árbitro(s): Masaaki Iemoto | Asistencia: 10.071 espectadores Árbitro(s): Masaaki Iemoto |

### Final
| 2 de noviembre de 2013, 13:10 | Urawa Red Diamonds | 0:1 (0:1) | Kashiwa Reysol | Estadio Nacional, Tokio                                 |                                                         |
|                               |                    | Reporte   | Kudō 45+2'     | Asistencia: 46.675 espectadores Árbitro(s): Kenji Ōgiya | Asistencia: 46.675 espectadores Árbitro(s): Kenji Ōgiya |

#### Detalles
| 1          | Guardameta     | Norihiro Yamagishi |     |
| 46         | Defensa        | Ryōta Moriwaki     |     |
| 4          | Defensa        | Daisuke Nasu       |     |
| 5          | Defensa        | Tomoaki Makino     |     |
| 14         | Centrocampista | Tadaaki Hirakawa   | 69' |
| 22         | Centrocampista | Yūki Abe           |     |
| 13         | Centrocampista | Keita Suzuki       | 77' |
| 3          | Centrocampista | Tomoya Ugajin      |     |
| 8          | Centrocampista | Yōsuke Kashiwagi   |     |
| 24         | Centrocampista | Genki Haraguchi    |     |
| 30         | Delantero      | Shinzō Kōroki      |     |
| Entrenador | Entrenador     | Mihailo Petrović   |     |

| 21         | Guardameta     | Takanori Sugeno    |     |
| 2          | Defensa        | Masato Fujita      | 46' |
| 29         | Defensa        | Hiroyuki Taniguchi | 76' |
| 3          | Defensa        | Naoya Kondō        |     |
| 23         | Defensa        | Hirofumi Watanabe  |     |
| 10         | Centrocampista | Leandro Domingues  |     |
| 28         | Centrocampista | Ryōichi Kurisawa   |     |
| 20         | Centrocampista | Akimi Barada       |     |
| 15         | Centrocampista | Jorge Wágner       |     |
| 11         | Delantero      | Cléo               |     |
| 9          | Delantero      | Masato Kudō        |     |
| Entrenador | Entrenador     | Nelsinho Baptista  |     |

| 11 | Centrocampista | Kunimitsu Sekiguchi | 69' |
| 10 | Centrocampista | Márcio Richardes    | 77' |

| 26 | Centrocampista | Tetsurō Ōta       | 46' |
| 5  | Defensa        | Tatsuya Masushima | 76' |

| Anotado | 45+2' | Masato Kudō | 0-1 |

| Amonestado | 30' | Ryōta Moriwaki |

| Amonestado | 26' | Hiroyuki Taniguchi |
| Amonestado | 77' | Leandro Domingues  |
| Amonestado | 83' | Takanori Sugeno    |
| Amonestado | 88' | Jorge Wágner       |

| Árbitro             | Kenji Ōgiya       |
| Árbitros asistentes | Haruhiro Ōtsuka   |
| Árbitros asistentes | Hiroshi Yamaguchi |
| Cuarto árbitro      | Yoshiro Imamura   |

| 1          | Guardameta     | Norihiro Yamagishi |     |
| 46         | Defensa        | Ryōta Moriwaki     |     |
| 4          | Defensa        | Daisuke Nasu       |     |
| 5          | Defensa        | Tomoaki Makino     |     |
| 14         | Centrocampista | Tadaaki Hirakawa   | 69' |
| 22         | Centrocampista | Yūki Abe           |     |
| 13         | Centrocampista | Keita Suzuki       | 77' |
| 3          | Centrocampista | Tomoya Ugajin      |     |
| 8          | Centrocampista | Yōsuke Kashiwagi   |     |
| 24         | Centrocampista | Genki Haraguchi    |     |
| 30         | Delantero      | Shinzō Kōroki      |     |
| Entrenador | Entrenador     | Mihailo Petrović   |     |

| 21         | Guardameta     | Takanori Sugeno    |     |
| 2          | Defensa        | Masato Fujita      | 46' |
| 29         | Defensa        | Hiroyuki Taniguchi | 76' |
| 3          | Defensa        | Naoya Kondō        |     |
| 23         | Defensa        | Hirofumi Watanabe  |     |
| 10         | Centrocampista | Leandro Domingues  |     |
| 28         | Centrocampista | Ryōichi Kurisawa   |     |
| 20         | Centrocampista | Akimi Barada       |     |
| 15         | Centrocampista | Jorge Wágner       |     |
| 11         | Delantero      | Cléo               |     |
| 9          | Delantero      | Masato Kudō        |     |
| Entrenador | Entrenador     | Nelsinho Baptista  |     |

| 11 | Centrocampista | Kunimitsu Sekiguchi | 69' |
| 10 | Centrocampista | Márcio Richardes    | 77' |

| 26 | Centrocampista | Tetsurō Ōta       | 46' |
| 5  | Defensa        | Tatsuya Masushima | 76' |

| Anotado | 45+2' | Masato Kudō | 0-1 |

| Amonestado | 30' | Ryōta Moriwaki |

| Amonestado | 26' | Hiroyuki Taniguchi |
| Amonestado | 77' | Leandro Domingues  |
| Amonestado | 83' | Takanori Sugeno    |
| Amonestado | 88' | Jorge Wágner       |

| Árbitro             | Kenji Ōgiya       |
| Árbitros asistentes | Haruhiro Ōtsuka   |
| Árbitros asistentes | Hiroshi Yamaguchi |
| Cuarto árbitro      | Yoshiro Imamura   |

| Estadísticas       | Urawa Red Diamonds | Kashiwa Reysol |
| ------------------ | ------------------ | -------------- |
| Tiros              | 9                  | 7              |
| Tiros al arco      | 4                  | 3              |
| Faltas             | 17                 | 20             |
| Tiros de esquina   | 3                  | 2              |
| Penales            | 0                  | 0              |
| Fueras de juego    | 2                  | 1              |
| Posesión del balón | 63%                | 37%            |

|                                   |
| Bandera de Prefectura de Chiba    |
| Campeón Kashiwa Reysol 2.º título |

## Estadísticas

### Goleadores
| Jugador                                    | Club                | Goles | PJ |
| ------------------------------------------ | ------------------- | ----- | -- |
| Marquinhos                                 | Yokohama F. Marinos | 7     | 9  |
| Davi                                       | Kashima Antlers     | 5     | 8  |
| Shinzō Kōroki                              | Urawa Red Diamonds  | 5     | 4  |
| Yoshito Ōkubo                              | Kawasaki Frontale   | 4     | 8  |
| Takuya Marutani                            | Oita Trinita        | 4     | 3  |
| Jun'ya Tanaka                              | Kashiwa Reysol      | 3     | 4  |
| Renato                                     | Kawasaki Frontale   | 3     | 7  |
| Última actualización: 3 de febrero de 2016 |                     |       |    |

### Mejor Jugador
| Jugador     | Club           |
| ----------- | -------------- |
| Masato Kudō | Kashiwa Reysol |

### Premio Nuevo Héroe
El Premio Nuevo Héroe es entregado al mejor jugador del torneo menor de 23 años.
| Jugador      | Club                |
| ------------ | ------------------- |
| Manabu Saitō | Yokohama F. Marinos |